# Bobrowiec, Warmińsko-Mazurskie
Bobrowiec [bɔˈbrɔvjɛt͡s] (tiếng Đức: Klein Amtsmühle)  là một ngôi làng ở quận hành chính của Gmina Braniewo, trong huyệnBraniewski, Warmińsko-Mazurskie, ở miền bắc Ba Lan, gần biên giới với Kaliningrad của Nga. Nó nằm khoảng 4 kilômét (2 mi) về phía đông nam của Braniewo và 77 km (48 mi) phía tây bắc của thủ đô khu vực Olsztyn.
Làng có dân số 137.